# Грб Нове Шкотске
Грб Нове Шкотске је најстарији провинцијски грб у Канади и најстарији британски грб изван Уједињеног Краљевства. Грб је провинцији даровао Чарлс I, 1625. године.
Изашао је из употребе када је Нова Шкотска ушла у канадску конфедерацију 1867. године, а враћен је у употребу 1929. године.

## Опис
Штит је инверзна застава Шкотске (бело поље, на њему крст светог Андрије, у Шкотској је обрнуто) на коме се налази мали штит са старим краљевским грбом Шкотске.
Креста је сачињена од две шаке, од којих је једна у оклопним рукавицама, које држе чкаљ (национални цвет Шкотске) и ловор.
Мото на свитку изнад (шкотска хералдичка традиција) грба се односи на кресту и гласи Munit haec et altera vincit - једна рука брани а друга осваја.
Држачи су једнорог (симбол Шкотске) и индијанац племена Ми'кмак, домородац Нове Шкотске.
Испод грба су цветни мотиви чкаља и других цветова Нове Шкотске.